# Discoclaoxylon pubescens
Discoclaoxylon pubescens là một loài thực vật có hoa trong họ Đại kích. Loài này được (Pax & K.Hoffm.) Exell mô tả khoa học đầu tiên năm 1963.